# Nannotrigona minuta
Nannotrigona minuta är en biart som först beskrevs av Amédée Louis Michel Lepeletier 1836.  Nannotrigona minuta ingår i släktet Nannotrigona och familjen långtungebin. Inga underarter finns listade i Catalogue of Life.